# Romance Ranch
Pour plus de détails, voir Fiche technique et Distribution.
Romance Ranch est un film américain réalisé par Howard M. Mitchell, sorti en 1924.

## Synopsis
Un jeune homme apprend qu'il est l'héritier légitime d'un ranch mais il ne souhaite pas en déloger une jeune femme dont il est amoureux.

## Fiche technique
- Titre : Romance Ranch
- Réalisation : Howard M. Mitchell
- Scénario : Dorothy Yost et Jessie Maude Wybro
- Pays d'origine : États-Unis
- Format : Couleurs - 1,33:1 - Film muet
- Genre : drame
- Durée : 50 minutes
- Date de sortie : 1924

## Distribution
- John Gilbert : Carlos Brent
- Virginia Brown Faire : Carmen Hendley
- John Miljan : Clifton Venable
- Bernard Siegel : Felipe Varillo
- Evelyn Selbie : Tessa